# Lucio Afranio (poeta)
Lucio Afranio, anche conosciuto semplicemente come Afranio (in latino Lucius Afranius; 150 a.C. circa – I secolo a.C.), è stato un poeta e comico romano.
Poco si sa sulla sua vita, poiché le poche fonti che ci sono pervenute non sono sempre del tutto affidabili.

## Opera
Lucio Afranio fu il più illustre tra gli antichi autori di comoediae togatae (in Italiano commedia togata), particolarmente apprezzato già ai suoi tempi, poiché i contemporanei ne elogiavano l'eleganza e la finezza dello stile. Tuttavia c'è stato chi ne ha criticato la presenza frequente di amori e affetti troppo intensi e immorali, effettivamente tipici dell'opera di Afranio. Afranio s'ispirò principalmente al greco Menandro e, in ambito latino, al grande Terenzio; fu successivamente paragonato da diversi autori proprio a Menandro.
Della sua opera ci sono pervenuti poco più di trecento frammenti, dei quali ventisei provengono da commedie a noi sconosciute e i restanti da quarantatré opere diverse, di cui è rimasto a volte soltanto il titolo.
Le sue opere, pur essendo state sempre particolarmente apprezzate, furono però condannate all'oblio durante il regno dell'imperatore Nerone, poiché erano troppo nostalgiche del periodo della Repubblica.

### Elenco parziale delle opere
- Abducta
- Aequales
- Auctio
- Augur
- Brundisinae
- Cinerarius
- Compitalia
- Consobrini
- Crimen
- Deditio
- Depositum
- Divortium
- Emancipatus
- Epistula
- Exceptus
- Fratriae
- Ida
- Incendium
- Inimici
- Libertus
- Mariti
- Materterae
- Megalensia
- Omen
- Panteleus
- Pompa
- Privignus
- Prodigus
- Proditus
- Promus
- Prosa
- Purgamentum
- Repudiatus
- Sella
- Simulator
- Sorores
- Suspecta
- Talio
- Temerarius
- Thais
- Titulus
- Virgo
- Vopiscus

## Stile
Lo stile di Afranio presenta tratti evidenti di arcaismo, ma risulta essere molto ricercato. Numerosi sono gli esempi di artifici fonici come l'allitterazione, l'omoteleuto, la figura etimologica, ecc. I metri più usati sono il senario, il settenario trocaico e l'ottonario giambico. Queste scelte sono state particolarmente lodate anche da Cicerone.